# Supercopa da Albânia de 2010

## Detalhes da Partida
| 16 de Agosto de 2010 | Dinamo Tiranë | 1-3       | Besa Kavajë                             | Stadiumi Niko Dovana  |
| 15:30                | Bakaj 41'     | Relatório | Poçi 64 (PG)' · Dhëmbi 74' · Shtini 85' | Árbitro: Sokol Jareci |

| Cores do Time · Cores do Time · Cores do Time · Cores do Time · Cores do Time | Cores do Time · Cores do Time · Cores do Time · Cores do Time · Cores do Time |

| G                  |  | Isli Hidi        |                               |     |
| Z                  |  | Arjan Pisha      |                               |     |
| Z                  |  | Roland Peqini    | 45+1', 80'                    |     |
| Z                  |  | Erion Xhafa      |                               | 77' |
| Z                  |  | Lucas Malacarne  |                               |     |
| M                  |  | Gjergji Muzaka   |                               |     |
| M                  |  | Esteban Garcia   |                               | 46' |
| M                  |  | Emiljano Vila    | Penalizado com cartão amarelo |     |
| M                  |  | Rafael Sosa      |                               | 46' |
| A                  |  | Nestor Martinema |                               |     |
| A                  |  | Elis Bakaj       |                               |     |
| Substitutos:       |  |                  |                               |     |
| M                  |  | Asion Daja       | Penalizado com cartão amarelo | 46' |
| M                  |  | Sajmir Gjokeja   | Penalizado com cartão amarelo | 46' |
| A                  |  | Fatmir Sefa      |                               | 77' |
| Treinador:         |  |                  |                               |     |
| Luís Manuel Blanco |  |                  |                               |     |

| G            |  | Edvan Bakaj          |  |                               |
| Z            |  | Dimitrija Lazarevski |  | Penalizado com cartão amarelo |
| Z            |  | Edin Ferizovic       |  |                               |
| Z            |  | Bilal Velija]        |  |                               |
| Z            |  | Akil Jakupi          |  |                               |
| M            |  | Artion Poçi          |  | Penalizado com cartão amarelo |
| M            |  | Meglid Mihani        |  | Penalizado com cartão amarelo |
| M            |  | Pavlin Dhëmbi        |  | 90'                           |
| M            |  | Semir Hadžibulic     |  | 46'                           |
| A            |  | Sokol Cikalleshi     |  | 80'                           |
| A            |  | Sead Hadžibulić      |  |                               |
| Substitutos: |  |                      |  |                               |
| M            |  | Marko dos Santos     |  | 46'                           |
| M            |  | Ariel Shtini         |  | 80'                           |
| A            |  | Bazjon Trogaj        |  | 90'                           |
| Treinador:   |  |                      |  |                               |
| Shpëtim Duro |  |                      |  |                               |